# Will Shade

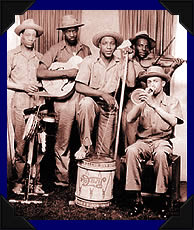
Memphis Jug Band

Will Shade (Memphis, 1898. február 5. – Memphis, 1966. szeptember 18.), Memphis blues-zenész: énekes, gitáros, szájharmonkás, nagybőgős.

## Pályafutása
A Memphis Jug Band szorosan fűződik William Shade Jr. nevéhez, amelynek mindig tagja volt, miközben az együttes igen változó összetételű volt. Azonban  mindig benne volt Will Shade, más néven Son Briimmer. Ezt a becenevet a nagyanyjától, Annie Brimmertől kapta, aki felnevelte.
Shade nem csak profi gitáros volt, hanem szájharmonikás és még jug player is.
Maga Will Shade már 1917-ben együtt dolgozott egy másik memphisi zenésszel, Furry Lewis-szal.
A Memphis Jug Band az eredeti felállása Shade-ből, az énekesből, gitárosból és szájharmonikásból, valamint Ben Ramey-ből, Will Weldonból, és még két emberből állt: ezek egyszerűen Roundhouse, illetve Lionhouse voltak.
Shade először 1925-ben hallotta a kancsó-zeneszámot egy louisville-i Dixieland Jug Blowers nevű együttes lemezein. Arra gondolt, hogy az ilyesmi simán menne  Memphisben, de meg kellett meggyőznie a vonakodó helyi zenészeit a változtatásokról. Lionhouse-t például Shade arra tanította, hogy az üres whiskysüveg fújásáról az egygallonos kancsóra váltson. Nyilvánvalóan meghallotta a hangszín és a hangmagasság finom különbségét.
A kritikusok szerint a szájharmonika volt a legjobb hangszere, talán csak azért, hogy Shade kiszámíthatatlan legyen. Tiszta country blues stílusban játszott a   szájharmonikán, ami mintául szolgált a későbbiekben például Big Walter Hortonnak és a Sonny Boy Williamson két szájharmonikásának.
Az idők folyamán Memphis Jug Band tagja valamikor Hattie Hart, Charlie Polk, Walter Horton, Furry Lewis, Memphis Minnie, Kansas Joe McCoy, Dewey Corley, Vol Stevens. Shade volt az, aki összetartotta ezeket a zenészeket,  intézte az összes üzleti ügyeiket. Gondoskodott a szerzői jogokról is.
Egészen az 1960-as évekig várni, hogy majd a klasszikus folkzene újjáéledése idején a Memphis Jug Band és Shade is visszanyerje népszerűségét. Aztán Will Shade 1966-ban bekövetkezett halála véget vetett a zenekarnak is.

## A Memphis Jug Band lemezeiből
- Newport News Blues & Charlie Musselwhite
- She Stabbed Me with an Ice-Pick
- Better Leave That Stuff Alone
- Won't You Send Me John
- Wine Headed Man
- Dirty Dozens
- K.C. Blues & Charlie Burse
- Take Your Fingers Off It & Charlie Burse, Gus Cannon, Charles Burse, Jab Jones, Charles Pierce, Will Shade
- Newport News
- Muscle Shoals Blues & Furry Lewis
- Let Me Ride With You Tonight & Catherine Porter
- I'll Get a Break
- Eleven Light City & Charlie Burse & Furry Lewis
- Beale Street Mess Around & Abe McNeil
- Cocaine Habit Blues
- Field Mouse Stomp & Minnie Wallace
- Kansas City Blues & Charlie Burse